# Steins;Gate (애니메이션)
《Steins;Gate》(シュタインズ・ゲート, 슈타인즈 게이트)는 5pb.와 니트로플러스의 동명의 비주얼 노벨을 원작으로 애니메이션 스튜디오 WHITE FOX에서 제작한 일본의 텔레비전 애니메이션이다. 이 애니메이션은 2011년 4월부터 9월까지 24개의 에피소드로 방영되었다. 2010년을 배경으로 오카베 린타로가 친구들과 우연히 과거로 문자 메시지를 보낼 수 있는 시간 여행 방법을 발견하여 현재를 바꾸는 이야기를 그린다.
《Chaos;HEAd》와 《Robotics;Notes》와 함께 《과학 어드벤처》 프랜차이즈의 일부다. 이 애니메이션은 하마사키 히로시와 사토 타쿠야가 감독하고 하나다 줏키가 각본을 맡았으며 작화 감독과 캐릭터 디자인은 사카이 큐타, 음악은 아보 타케시가 맡았다.
비평가들은 캐릭터 개발과 시간 여행, 인간 본성, 성정체성, PTSD에 대한 관점이라는 주제를 칭찬했다. 2010년대 최고의 애니메이션 시리즈 중 하나로 꼽힌다. 이 애니메이션은 4개의 오리지널 넷 애니메이션 에피소드와 스핀오프 영화를 낳았다. 2018년에 오리지널 《Steins;Gate》 게임의 속편인 《Steins;Gate 0》이 나왔다.

## 구성

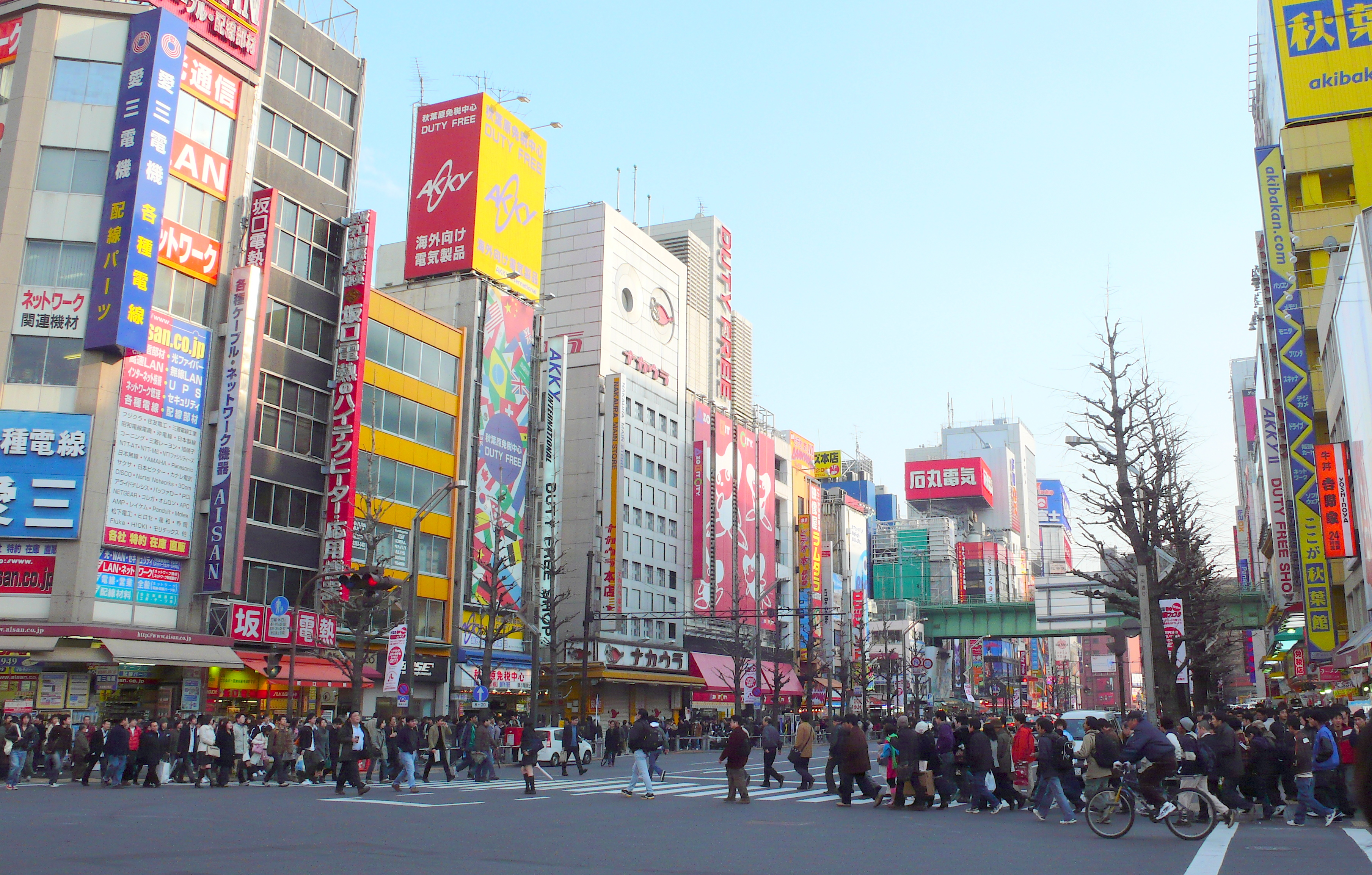
《Steins;Gate》는 도쿄 아키하바라를 배경으로 한다.

《Steins;Gate》는 동명의 비주얼 노벨을 각색했다. 2010년 도쿄 아키하바라를 배경으로 친구인 시이나 마유리, 하시다 이타루(다루)와 함께 아파트에서 "미래 가제트 연구소"를 운영하는 자칭 "매드 사이언티스트" 오카베 린타로의 이야기를 그린다. 시간 여행에 관한 회의에 참석하는 동안 오카베는 신경과학 연구원인 마키세 크리스의 시체를 발견한다. 그는 그것에 대해 다루에게 문자 메시지를 보내고 나중에 크리스가 살아 있고 메시지를 보내기 전에 도착했음을 발견한다. 연구실 멤버들은 그들이 개발하고 있는 휴대폰으로 작동되는 전자레인지가 과거로 문자 메시지를 보낼 수 있다는 것을 알게 된다. 그들은 크리스와 합류하여 조사하고 현재를 바꾸기 위해 "D 메일"이라는 문자 메시지를 과거로 보낸다. 크리스는 결국 전자레인지를 통해 추억을 보낼 수 있는 장치를 만들어 사용자가 효과적으로 시간 여행을 할 수 있게 한다.

## 캐스트
| 성격                       | 성우            | 성우   |
| 성격                       | 일본어          | 한국인 |
| -------------------------- | --------------- | ------ |
| 오카베 린타로              | 미야노 마모루   | 심규혁 |
| 마키세 크리스              | 이마이 아사미   | 이승연 |
| 시이나 마유리              | 하나자와 카나   | 정유미 |
| 하시다 이타루(다루)        | 세키 토모카즈   | 김승준 |
| 아마네 스즈하              | 타무라 유카리   | 신나리 |
| 키류 모에카                | 고토 사오리     | 안영아 |
| 우루시바라 루카            | 코바야시 유우   | 안영아 |
| 페이리스 냥냥              | 모모이 하루코   | 진희경 |
| 텐노지 유고(미스터 브라운) | 테라소마 마사키 | 이인성 |
| 텐노지 나에                | 야마모토 아야노 | 권인지 |
| 존 타이토                  | 츠치다 히로시   | 정승욱 |

## 스태프
- 원작 - 5pb. / Nitroplus
- 총감독 - 사토 타쿠야, 하마자키 히로시(제25화에서만)
- 감독 - 사토 타쿠야, 하마자키 히로시→코바야시 토모키(제25화에서만)
- 시리즈 구성 - 하나다 줏키
- 스토리 감수 - 하야시 나오타카, 마츠바라 타츠야
- 캐릭터 디자인·총작화 감독 - 사카이 큐타
- 소품 디자인 - 코레사와 시게유키, 나카무라 카즈히사
- 미술 설정 - 카네히라 카즈시게
- 미술 감독 - 에토 코지
- 색채 설계 - 사토 미유키
- 3D 디렉터 - 소마 히로시
- 촬영 감독 - 나카무라 케이스케
- 편집 - 고토 마사히로
- 음향 감독 - 후지야마 후사노부
- 음악 - 아보 타케시, 무라카미 준
- 프로듀서 - 고미 켄지로, 마츠나가 타카유키, 단노 요시히토, 타나카 신사쿠, 카네니와 코즈에, 도이 요시나오
- 애니메이션 프로듀서 - 이와사 가쿠
- 애니메이션 제작 - WHITE FOX
- 제작 - 미래 가제트 연구소

## 제작
애니메이션 각색은 2010년 7월 5pb.의 대표인 시쿠라 치요마루에 의해 발표되었다. 《Steins;Gate》는 애니메이션 스튜디오 WHITE FOX에서 제작되었으며, 노무라 미카와 도이 요시나오가 프로듀스했으며, 감독은 하마사키 히로시와 사토 타쿠야, 각본은 하나다 줏키, 캐릭터 디자인 겸 총작화 감독은 사카이 류타가 맡았다.
《과학 어드벤처》 게임의 작곡가인 아보 타케시는 《Chaos;HEAd》에서 작은 역할만 담당했지만 동료인 무라카미 준과 함께 애니메이션 《Steins;Gate》의 작곡에 임명되었다. 아보는 새로운 음악을 작곡했으며 《Steins;Gate》 게임을 위해 작곡했을 때와 동일한 분위기와 음악적 세계관을 사용했지만 음악이 애니메이션의 동작과 동기화되어야 한다는 점도 고려해야 했다. 이것은 그가 게임을 위해 작곡할 때 사용하는 것과는 매우 다른 작업 방식이었다.

## 주제가
오프닝 테마 〈Hacking to the Gate〉
작사·작곡 - 시쿠라 치요마루 / 편곡 - 이소에 토시미치
노래 - 이토 카나코
엔딩 테마 〈각인을 담당하는 열두 가지의 맹약〉(刻司ル十二ノ盟約)
작사 - 시쿠라 치요마루 / 작·편곡 - 하야시 타츠시
노래 - 판타즘(FES 성우 - 사카키바라 유이)
23화 엔딩 테마 〈스카이클라드의 관측자〉(スカイクラッドの観測者)
작사·작곡 - 시쿠라 치요마루 / 편곡 - 이소에 토시미치
노래 - 이토 카나코
원작 게임의 Xbox 360판·PC판에서 오프닝 테마로 사용된 노래.
24화 엔딩 테마 〈Another Heaven〉
작사 - 우루시노 준야 / 작곡 - 스다 에츠히로 / 편곡 - 이소에 토시미치
노래 - 이토 카나코
삽입곡
〈나☆LOVE스러운☆소녀!〉(ワタシ☆LOVEな☆オトメ!)
작사·작곡 - 모모이 하루코 / 편곡 - 우에노 코지
노래 - 아필리아 사가 이스트
〈My White Ribbon〉
작사·작곡 - 시쿠라 치요마루 / 편곡 - 이소에 토시미치
노래 - 아필리아 사가 이스트

## 방영 목록
부제의 풀이는 애니플러스의 표기를 따른다.
| 화수    | 부제 (원제/풀이)                                                              | 각본                        | 그림 콘티                                   | 연출                                                      | 작화감독                                                                              | 방송일          |
| ------- | ----------------------------------------------------------------------------- | --------------------------- | ------------------------------------------- | --------------------------------------------------------- | ------------------------------------------------------------------------------------- | --------------- |
| #01     | 始まりと終わりのプロローグ 시작과 끝의 프롤로그 -Turning Point-               | 하나다 줏키                 | 하마사키 히로시                             | 오자와 카즈히로                                           | 나카무라 카즈히사                                                                     | 2011년 4월 6일  |
| #02     | 時間跳躍のパラノイア 시간 도약의 파라노이아 -Time Travel Paranoia-            | 하나다 줏키                 | 사토 타쿠야                                 | 이케다 시게타카                                           | 이케가미 타로                                                                         | 4월 13일        |
| #03     | 並列過程のパラノイア 병렬과정의 파라노이아 -Parallel World Paranoia-          | 하나다 줏키                 | 사토 신지                                   | 와카바야시 칸지                                           | 사토 텐쇼                                                                             | 4월 20일        |
| #04     | 空理彷徨のランデヴー 공리방황의 랑데뷰 -Interpreter Rendezvous-               | 하나다 줏키                 | 오자와 카즈히로                             | 오자와 카즈히로                                           | 타나카 마사히로                                                                       | 4월 27일        |
| #05     | 電荷衝突のランデヴー 전하충돌의 랑데뷰 -Starmine Rendezvous-                  | 하나다 줏키                 | 이케다 시게타카                             | 이케다 시게타카                                           | 사카이 큐타                                                                           | 5월 4일         |
| #06     | 蝶翼のダイバージェンス 나비 날개의 다이버전스 -Butterfly Effect's Divergence- | 요코타니 마사히로           | 무라카와 켄이치로                           | 히라무키 토모코                                           | 아오노 아츠시                                                                         | 5월 11일        |
| #07     | 断層のダイバージェンス 단층의 다이버전스 Divergence Singularity               | 네모토 토시조               | 카토 토시유키                               | 시모다 히사토                                             | 타케모토 다이스케                                                                     | 5월 18일        |
| #08     | 夢幻のホメオスタシス 몽환의 호메오스타시스 Chaos Theory Homeostasis           | 네모토 토시조               | 와카바야시 칸지                             | 와카바야시 칸지                                           | 이케가미 타로                                                                         | 5월 25일        |
| #09     | 幻相のホメオスタシス 환상의 호메오스타시스 Chaos Theory Homeostasis           | 하나다 줏키                 | 코바야시 토모키                             | 코바야시 토모키                                           | 나카무라 카즈히사                                                                     | 6월 1일         |
| #10     | 相生のホメオスタシス 상생의 호메오스타시스 Chaos Theory Homeostasis           | 요코타니 마사히로           | 오자와 카즈히로                             | 오자와 카즈히로                                           | 이나요시 토모시게 이나요시 아사코                                                     | 6월 8일         |
| #11     | 時空境界のドグマ 시공경계의 도그마 Dogma in Event Horizon                     | 하나다 줏키                 | 이케다 시게타카                             | 코바야시 코지                                             | 사토 타카아키 카와다 츠요시 나카무라 카즈히사 이가리 타카시 사카이 큐타 이케가미 타로 | 6월 15일        |
| #12     | 静止限界のドグマ 정지한계의 도그마 Dogma in Ergosphere                        | 하나다 줏키                 | 사토 타쿠야                                 | 타치카와 유즈루                                           | 사카이 큐타                                                                           | 6월 22일        |
| #13     | 形而上のネクローシス 형이상의 네크로시스 Metaphysics Necrosis                 | 하나다 줏키                 | 사토 타쿠야                                 | 시모다 히사토                                             | 아오노 아츠시                                                                         | 6월 29일        |
| #14     | 形而下のネクローシス 형이하의 네크로시스 Physically Necrosis                  | 하나다 줏키                 | 하마사키 히로시 와카바야시 칸지             | 와카바야시 칸지                                           | 카와다 츠요시 마츠바라 카즈유키                                                       | 7월 6일         |
| #15     | 亡環上のネクローシス 망환상의 네크로시스 Missing Link Necrosis                | 요코타니 마사히로           | 코바야시 토모키                             | 코바야시 토모키                                           | 이케가미 타로 타케모토 다이스케                                                       | 7월 13일        |
| #16     | 不可逆のネクローシス 불가역의 네크로시스 Sacrificial Necrosis                 | 요코타니 마사히로           | 무라카와 켄이치로                           | 히라무키 토모코                                           | 나카무라 카즈히사 요시이 히로유키                                                     | 7월 20일        |
| #17     | 虚像歪曲のコンプレックス 허상왜곡의 콤플렉스 Made in Complex                  | 네모토 토시조               | 하마사키 히로시 사토 타쿠야 이케다 시게타카 | 코바야시 코지                                             | 이가리 타카시 아라이 노부히로 이케가미 타로                                           | 7월 27일        |
| #18     | 自己相似のアンドロギュノス 자기상사의 앤드로지너스 Fractal Androgynous        | 요코타니 마사히로           | 오자와 카즈히로                             | 오자와 카즈히로                                           | 이나요시 토모시게 이나요시 아사코                                                     | 8월 3일         |
| #19     | 無限連鎖のアポトーシス 무한연쇄의 아포토시스 Endless Apoptosis                | 네모토 토시조               | 카토 토시유키                               | 츠치야 히로유키                                           | 카와다 츠요시 타케다 이츠코                                                           | 8월 10일        |
| #20     | 怨嗟断絶のアポトーシス 원차단절의 아포토시스 Finalize Apoptosis               | 네모토 토시조               | 스마 마사토                                 | 미카모 요시히토 와카바야시 칸지                           | 마츠바라 카즈유키 타케모토 다이스케                                                   | 8월 17일        |
| #21     | 因果律のメルト 인과율의 멜트다운 Paradox Meltdown                             | 하나다 줏키                 | 무라카와 켄이치로                           | 와카바야시 칸지                                           | 이케가미 타로 야마모토 젠야                                                           | 8월 24일        |
| #22     | 存在了解のメルト 존재요해의 멜트다운 Being Meltdown                           | 하나다 줏키                 | 스마 마사토                                 | 코바야시 토모키                                           | 이가리 타카시 요시이 히로유키                                                         | 8월 31일        |
| #23     | 境界面上のシュタインズゲート 경계면상의 슈타인즈 게이트 Open The Steins Gate  | 하나다 줏키                 | 오자와 카즈히로                             | 오자와 카즈히로                                           | 이나요시 토모시게 이나요시 아사코                                                     | 9월 7일         |
| #24     | 終わりと始まりのプロローグ 끝과 시작의 프롤로그 Achievement Point             | 하나다 줏키                 | 하마사키 히로시 사토 타쿠야                 | 와카바야시 칸지 코바야시 코지 하마사키 히로시 사토 타쿠야 | 사카이 큐타                                                                           | 9월 14일        |
| SPECIAL | 横行跋扈のポリオマニア 횡행발호의 포리오마니아 Egoistic Poriomania            | 하나다 줏키                 | 코바야시 토모키                             | 코바야시 토모키                                           | 이케가미 타로 마츠바라 카즈유키                                                       | -               |
| #23 (β) | 境界面上のミッシングリンク 경계면상의 미싱 링크 Divide by Zero                | 하나다 줏키 하야시 나오타카 | 오자와 카즈히로 하마사키 히로시 사토 타쿠야 | 오자와 카즈히로                                           | 이나요시 토모시게 이나요시 아사코                                                     | 2015년 12월 2일 |

## 반응

### 수상
이 애니메이션은 2010년대 최고의 애니메이션 중 하나였으며 오카베 린타로는 Anime Trending Awards에서 10년의 인물상을 수상했다. 2011년, 《Steins;Gate》는 제15회 문화청 미디어 예술제에서 애니메이션 부문 심사위원단에 선정되었다. 오카베 린타로가 올해 최고의 남성 애니메이션 캐릭터로 Newtype Anime Awards를 수상했다. 《Steins;Gate》는 2012년 제43회 세이운상 최우수 미디어 부문 후보에 올랐으나 《마법소녀 마도카☆마기카》에게 패했다.
《Steins;Gate》는 2010년대 최고의 애니메이션 시리즈 중 하나로 간주된다. IGN은 이 애니메이션을 2010년대 최고의 애니메이션 시리즈로 선정했다. 크런치롤은 또한 "2010년대 최고의 애니메이션 100선"에 포함시켰다.

### 판매
시리즈의 첫 번째 일본 Blu-ray 볼륨은 이번 주 4번째 베스트셀러 애니메이션 Blu-ray이자 전체 7번째 베스트셀러 Blu-ray로 개봉했으며 오리콘에 따르면 11,802장이 판매되었다. 총 14,921장을 판매하며 추가로 3주 동안 판매 차트에 머물렀다. 2012년 말, 9, 8, 7권은 일본에서 올해의 베스트 셀러 애니메이션 Blu-ray 44, 46, 49위를 차지했다.